# Конради (дворянский род)
Конради (нем. Conradi) — дворянский род.
Определением Правительствующего Сената от 24 мая 1874 года, утверждено постановление Полтавского депутатскаго собрания от 24 сентября 1871 года, о внесении в третью часть дворянской родословной книги коллежского асессора Германа Карлова Конради (1833—1882), по Всемилостивейше пожалованному ему 30 октября 1870 года ордену св. Владимира 4 степени, вместе с женой его, Александрой Ивановной и сыном их, Николаем (1869—1922).
Также существует шведский род Конради. Густав Вильгельм Конради (sv:Gustaf Wilhelm Conradi; 1761—1846), был в 1810—1812 гг. губернатором лена Халланд, затем переехал в Финляндию, Род его внесён, 28.1.1818 года, в матрикул Рыцарского Дома Великого Княжества Финляндского под № 144

## Описание герба
В лазоревом щите накрест три золотых колоса, связанных вместе червлёной лентой. Кайма щита золотая, на ней семь чёрных пчёл с червлёными глазами и ножками.
Над щитом дворянский шлем с короной. Нашлемник: зелёный дуб с золотыми желудями. Намёт: справа — лазоревый с золотом, слева — зелёный с золотом. Девиз: «ЗНАЙ МЕРУ» золотыми буквами на лазоревой ленте. Герб Конрада (Конради) внесён в Часть 13 Общего гербовника дворянских родов Всероссийской империи, стр. 144.